# 신웅
신웅(본명 윤태성, 1953년 11월 30일 ~ )은 대한민국의 트로트 가수이다.
작곡가로도 활동했으며 아들은 가수 신유이다. 현재는 신유의 프로듀서 겸 매니저로 일하고 있다. 비공식 집계로 3,000만장의 음반을 판매하였다.
한편, 신유의 노래 중 하나인 "잠자는 공주"는 원래 이런저런 사정 때문에 불발되자 (신유)이 부르게 됐다.